# 陵江县
陵江县，中国古县名。
贞观七年（633年），析桂平县置，治所在今广西壮族自治区桂平市境内，属浔州。贞观十二年（638年），复省入桂平县。 